# Егоров, Вячеслав Владимирович
Вячеслав Владимирович Егоров (25 сентября 1938 — 13 ноября 2019) — советский теннисист, а впоследствии российский теннисный тренер, Мастер спорта СССР международного класса (1967). Трёхкратный чемпион СССР в мужском и смешанном парном разряде, двукратный финалист в одиночном разряде, победитель Всесоюзных зимних соревнований в мужском и смешанном парном разряде, многократный победитель Спартакиад народов СССР (в составе сборной Москвы) и Кубка СССР по теннису (в составе команды ЦСКА). Подполковник, в 1971—1989 годах старший преподаватель Военно-воздушной инженерной академии им. Жуковского. Член Зала российской теннисной славы с 2012 года.

## Биография
Вячеслав Егоров родился в семье футболиста Владимира Егорова (в будущем известного хоккейного тренера). Начал играть в теннис в 13-летнем возрасте; первым тренером Вячеслава стала Нина Лео. Позже окончил ГЦОЛИФК.
Егоров был атлетичным игроком атакующего стиля, обладателем сильной подачи и хорошей игры с лёта. Особенно успешно выступал в парах. В 1956 году в составе сборной Москвы стал победителем Спартакиады народов СССР; в дальнейшем побеждал на Спартакиадах со сборной Москвы ещё трижды — в 1959, 1967 и 1975 годах. В 1964 году стал победителем личного чемпионата СССР в мужском парном разряде, повторив этот результат два года спустя (оба раза с Владимиром Коротковым), а в 1967 году выиграл чемпионат СССР в смешанном парном разряде (с Ольгой Морозовой). В 1966—1967 годах становился вице-чемпионом СССР в одиночном разряде, ещё пять раз в 1967—1972 годах играл в финалах чемпионатов в мужских парах и один раз в миксте, в 1969 году выиграл Всесоюзные зимние соревнования в мужском, а в 1973 году — в смешанном парном разряде. В составе команды ЦСКА четыре раза (в 1969, 1971, 1973 и 1974 годах) завоёвывал Кубок СССР. Был 19-кратным чемпионом Москвы и 8-кратным чемпионом Вооружённых сил СССР в разных разрядах. С 1960 по 1976 год входил в число десяти сильнейших теннисистов СССР, в 1966 и 1967 годах занимая во внутреннем рейтинге 2-е место.
На международном уровне пробился в четвёртый круг международного чемпионата Франции 1967 года — в последний год, когда на это соревнование не допускались профессионалы; в 1965 году, участвуя в Уимблдонском турнире, проиграл в первом круге посеянному вторым Фреду Столлу, а в утешительном турнире Wimbledon Plate пробился в третий круг, где уступил Фрю Макмиллану. На турнире Всемирного фестиваля молодёжи и студентов 1968 года стал чемпионом в мужских и смешанных парах, в том же году выиграл Летний международный турнир в Москве в мужском парном разряде (с Коротковым). Выигрывал международные чемпионаты Пакистана (1966, одиночный и парный разряд), Германии (1966, микст), Японии (1967, одиночный разряд), Аргентины (1971, микст), Индии (1974, мужской парный разряд). В 1967 году удостоен звания мастера спорта международного класса.
По окончании игровой карьеры Егоров остался в Вооружённых Силах СССР, дослужившись до звания подполковника. С 1971 по 1989 год — старший преподаватель Военно-воздушной инженерной академии им. Жуковского. В 1991 году вернулся в теннис как тренер клуба в Нови-Саде (Югославия). В 2012 году его имя было включено в списки Зала российской теннисной славы.
Вячеслав Егоров умер в своей квартире в Москве между 13 ноября 2019 года; его тело через несколько дней после смерти обнаружила дочь. Прах захоронен в колумбарии на Ваганьковском кладбище.